# Don Edmunds
Don Edmunds (n. 23 septembrie 1930, Santa Ana, California, SUA – d. 12 august 2020, California, SUA) a fost un pilot de curse auto american care a evoluat în Campionatul Mondial de Formula 1 în sezonul 1957.